# Уильямс, Девин
Девин Терран Уильямс (англ. Devin Terran Williams, 21 сентября 1994, Флориссант, Миссури) — американский бейсболист, питчер клуба Главной лиги бейсбола «Милуоки Брюэрс». Лучший новичок и лучший реливер Национальной лиги по итогам сезона 2020 года.

## Карьера
Девин Уильямс родился 21 сентября 1994 года во Флориссанте, одном из пригородов Сент-Луиса. Он учился в школе Хейзелвуд, выступал за её бейсбольную команду. После её окончания Девин намеревался поступать в Миссурийский университет. На драфте Главной лиги бейсбола 2013 года его под общим 54 номером выбрал клуб «Милуоки Брюэрс». Аналитик сайта Bleacher Report Адам Уэллс отмечал его высокий потенциал и стабильную скорость фастбола на уровне 90—92 миль в час.
После драфта Уильямс отказался от поступления в университет, подписав с клубом контракт на общую сумму 1,35 млн долларов. С 2013 под 2015 год он играл за фарм-команды в Аризонской лиге для новичков, «Хелену Брюэрс» и «Висконсин Тимбер Рэттлерс». В 2015 году Девин перенёс травму сгибающей мышцы руки. В 2017 году ему сделали операцию Томми Джона, после которой он полностью пропустил сезон. После реабилитации, занявшей шестнадцать месяцев, Уильямс вернулся на поле в составе команды А-лиги «Каролина Мадкэтс».
В 2019 году его на постоянной основе перевели из стартовой ротации в буллпен. В роли реливера он провёл 31 игру в АА-лиге за «Билокси Шукерс», одержав семь побед при двух поражениях с пропускаемостью 2,36. Летом Уильямс стал единственным представителем «Брюэрс» на Матче всех звёзд будущего, после которого его перевели в ААА-лигу в «Сан-Антонио Мишнс». На этом уровне Девин сыграл только три матча, а затем был переведён в основной состав «Милуоки». Седьмого августа 2019 года он дебютировал в Главной лиге бейсбола. До конца регулярного чемпионата Уильямс принял участие в тринадцати играх с пропускаемостью 3,95.
В сезоне 2020 года Уильямс выполнял в Брюэрс роль сетап-питчера, выходя на поле перед клоузером Джошем Хейдером. Он стал лучшим в лиге по пропускаемости с показателем ERA 0,33, а игроки соперника отбивали против него с показателем эффективности 9,0 %. В регулярном чемпионате Девин пропустил всего один ран. Самой эффективной подачей в его арсенале стал чейндж-ап: его отбили всего дважды из 62 попыток. По итогам сезона Милуоки вышли в плей-офф, где Уильямс сыграть не смог из-за болей в плече. В октябре он был назван лучшим реливером Национальной лиги, став первым новичком, добившимся такого успеха. Также до него награду не получал ни один питчер, не сделавший хотя бы одного сейва. Десятого ноября 2020 года Девин был назван Новичком года в Национальной лиге. По итогам голосования он опередил Джейка Кроненуорта и Алека Бома.